# Pleurodema bufoninum
Pleurodema bufonina (tên tiếng Anh: Sapo De Cuatro Ojos Grandes) là một loài ếch thuộc họ Leptodactylidae.
Loài này có ở Argentina và Chile.
Môi trường sống tự nhiên của chúng là rừng cận Nam cực, rừng ôn đới, vùng cây bụi cận Nam cực, vùng cây bụi ôn đới, vùng cây bụi khô khu vực nhiệt đới hoặc cận nhiệt đới, đồng cỏ cận Nam cực, vùng đồng cỏ ôn đới, sông có nước theo mùa, đầm nước, đầm nước ngọt có nước theo mùa, đất canh tác, vườn nông thôn, ao, và hố lộ thiên.